# 藤沢市立高倉中学校
藤沢市立高倉中学校（ふじさわしりつ たかくらちゅうがっこう）は、神奈川県藤沢市にある公立中学校。

## 概要
市域北部の東端に位置し、北西側に神奈川県道22号横浜伊勢原線が走り、東側を境川が南北に流れる。

## 沿革
- 1982年（昭和57年）4月1日 - 開校
- 1982年（昭和57年） - 6月1日を開校記念日と決定
- 1984年（昭和59年）1月14日 - 校歌制定 作詞:菊池正次、作曲:山下毅雄
- 1992年（平成4年）3月31日 - パソコン室完成
- 1993年（平成5年）3月31日 - 新体育器具庫完成
- 1998年（平成10年）10月 - 教育相談室完成
- 1998年（平成10年）12月 - パソコン教室にパソコン40台設置
- 2012年（平成24年） - 特別支援学級開級[1]

## 部活動
現在、野球部、男子ソフトテニス部、女子ソフトテニス部、男子バスケットボール部、女子バスケットボール部、サッカー部、ソフトボール部、バドミントン部、バレーボール部、美術部、吹奏楽部、化学部がある。

## 教育目標
- 自らを律し、共に生きる人になる[2]

## 進学前小学校
- 藤沢市立長後小学校（一部は藤沢市立長後中学校へ）
- 藤沢市立湘南台小学校（一部は藤沢市立湘南台中学校へ）

## アクセス
- 相鉄いずみ野線・ゆめが丘駅より徒歩25分
- 小田急江ノ島線・長後駅より徒歩15分
- 横浜市営地下鉄ブルーライン・下飯田駅より徒歩20分

## その他
- アメリカ合衆国インディアナ州インディアナポリスのオーチャード・スクール (The Orchard School) と国際交流が行われている[3]。